# Tranende franjehoed
De tranende franjehoed (Lacrymaria lacrymabunda) is een schimmel uit de familie Psathyrellaceae. Hij leeft saprotroof in parken, tuinen en loofbossen op allerlei bodems. Vaak in ruigte vegetaties, bijvoorbeeld langs padranden en op recreatieplaatsen.

## Eigenschappen

### Uiterlijke kenmerken
Hoed
De hoed heeft een doorsnede van 4-6 cm en is half bolvormig tot uiteindelijk vrijwel vlak met soms een geringe umbo. De kleur is bestendig geelachtig bruin tot oker in het centrum en grauwer naar de rand toe. Soms wat donkerder. De hoed is droog en zeer vezelig met aan de rand resten van het velum.
Steel
De cilindrische steel is 6-7 cm hoog en 5-8 mm dik. Dicht onder de lamellen is er een ringzone aanwezig van witgelig velum. Daar weer onder zijn gordeltjes van schubjes te zien. De steel id verder overlangs vezelig, licht van kleur maar richting onderzijde bruiner.
Lamellen
De lamellen zijn eerst bruin en later bijna zwart en vaak gevlekt. Aan de blekere snede hangen in verse toestand vaak druppeltjes vloeistof. Hieraan dankt de tranende franjehoed zijn naam. 

### Microscopische kenmerken
De sporen zijn citroenvormig, grof zwart, meten 8-11,5 × 5-6,5 micrometer en hebben een grote kiempore. De cheilocystiden zijn knotsvormig.

## Verspreiding
De tranende franjehoed komt in Nederland en België algemeen voor. Hij staat niet op de rode lijst en is niet bedreigd.

## Culinaire waarde
De tranende franjehoed is eetbaar, maar geen bijzonder goede eetbare paddenstoel vanwege de muffe nasmaak.

## Foto's

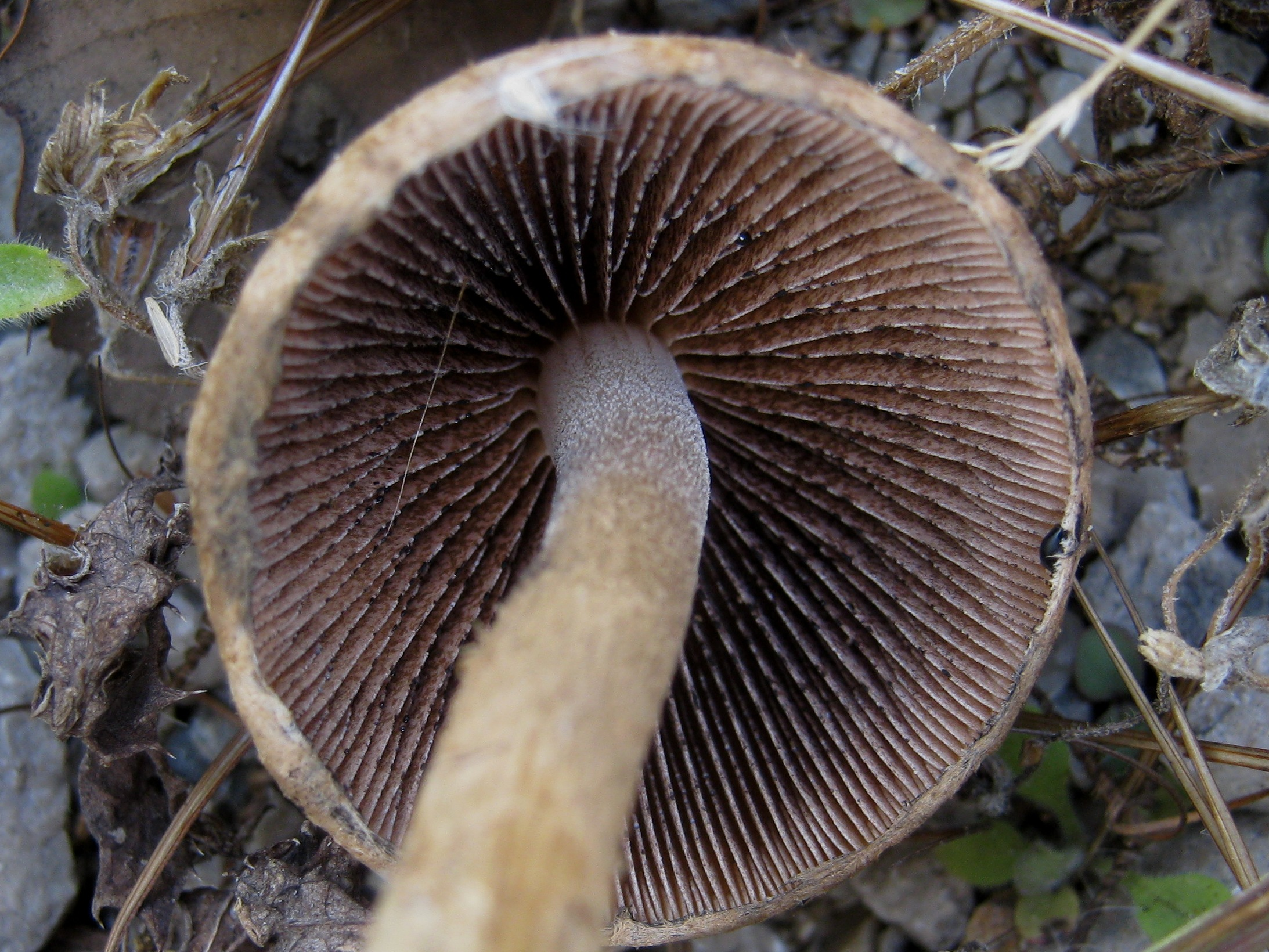
Lamellen
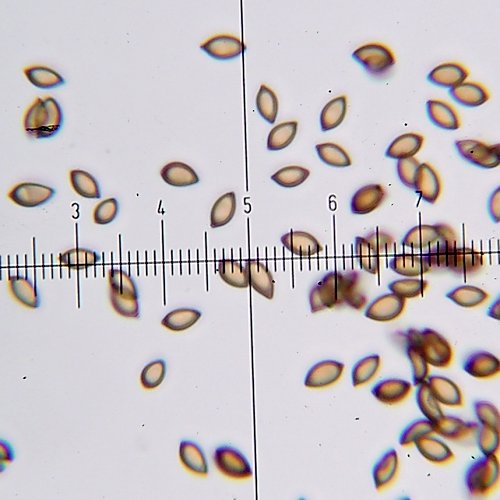
Sporen